# تجارة مكة وظهور الإسلام (كتاب)
تجارة مكة وظهور الإسلام (بالإنجليزية: Meccan Trade and the Rise of Islam)‏ هو كتاب للمُستشرقة باتريشيا كرون وهي باحثة في التاريخ الإسلامي، تحاول فيه المؤلفة الوصول إلى فكرة أن الإسلام لم ينشأ في مكة، وتوضح في الكتاب أن مكة كانت بعيدة تماماً عن الطريق بين اليمن وسوريا وأنه ليس هناك أي ذكر لمكة في مصادر غير إسلامية في هذه الفترة.
«من الواضح أن لو كان المكيين وسطاء في تجارة طويلة المسافة من النوع الذي وصف في الأدب الإسلامي لكان هناك ذكر لذلك في كتابات زبائنهم الذين كتبوا باستفاضة عن العرب الجنوبيين الذين كانوا يمدونهم بالعطريات. بالرغم من الإهتمام الكبير الذي اولي إلى العرب فإنه ليس هناك أي ذِكر على الإطلاق لقريش (قبيلة محمد نبي الإسلام) ومركزهم التجاري مكة سواء في الكتابات اليونانية أو اللاتينية أو السريانية أو الآرامية أو القبطية أو ايّة لُغات أخرى كانت تستخدم خارج شبه الجزيرة العربية.»
الكتاب يفحص بشكل شامل كل الأدلة المٌتاحة التي قادت باتريشيا إلى أن عمل محمد لم تكن في مكة والمدينة ولا جنوب شبه الجزيرة العربية اصلاً لكن في شمال الجزيرة العربية.

## المؤاخذات التاريخية في كتاب تجارة مكة وظهور الإسلام
بحسب علماء التاريخ المسلمين فإن هناك مؤاخذات على كتاب (تجارة مكة وظهور الإسلام) تكمن في الآتي:
- أولا: رفض ما هو ثابت جغرافيًا وتاريخيًا والادعاء بأن مكة لا تقع في مكانها المعروف.
- ثانيا: التشكيك في رسالة النبي محمد صلى الله عليه وسلم والادعاء بأن دعوته ظهرت في شمال الحجاز وليس في مكة المكرمة.
- ثالثا: ادعاء أن قريشا ترتبط بشمال الحجاز وليس بمكة كما هو معروف ومؤكد.
- رابعا: نفي اتجاه الحجيج إلى مكة وبيتها الحرام قبل الإسلام، والادعاء بأنهم كانوا يتجهون للأسواق الثلاثة القريبة منها وهي: عكاظ، وذو المجاز، ومجنة.
- خامسا: رفض الاعتراف بدور قريش في تجارة الشرق، والإصرار على تهميش دورها وحصره في النطاق المحلي. [3]

### الحج في مكة
واحد من أهم المحاور التي وردت في كتاب تجارة مكة وظهور الإسلام هو إنكار زيارة الحجاج لمكة، فقد بينت أنهم كانوا يقومون بزيارة عكاظ وذي المجاز ثم عرفة ومنى، لكن لا يوجد دليل على أنهم يزورون مكة، وهذا يعني أن مكة لم تكن موضعا للحج قبل الإسلام، وقد ذكرت الكاتبة أن شعائر الحج الإسلامي تبدأ وتنتهي خارج مكة وذلك بالتحلل بذبح الهدي، وهذا غير صحيح وفق الفقه الإسلامي، فإن الحج يبدأ بمكة ويلزم دخولها لأداء الطواف الذي هو ركن من أركان الحج، فلا يمكن أن تكون شعائر الحج بدءا وانتهاء خارج مكة المكرمة كما تدعي صاحبة الكتاب، وعلى كل حال فإن المشكلة تكمن في تجاهل كم كبير من كتب التاريخ القديمة، مثل: الأصنام للكلبي، وأخبار مكة للأزرقي، والسيرة لابن هشام، فكل هذه الكتب ربطت الحج بمكة المكرمة قبل ظهور الإسلام وليس بعد ظهوره، فليس هو تفسير ديني لما وقع من المسلمين ولكنه ذكر تاريخي كان من المهم أن تنقده صاحبة الكتاب. 